# Bernat I de Vilamarí
Bernat I de Vilamarí († 1463) fue un pirata, corsario y almirante de la Corona de Aragón.
Nació en el seno de la poderosa familia catalana de los Vilamarí. Era hijo de Joan Vilamarí i Sagarriga, señor de Buadella (en la actual provincia de Gerona, Cataluña) y es muy probable que naciera en el castillo familiar de dicha villa.

## Oriente
Las primeras actividades marítimas de Vilamarí de las que se tiene noticia son de carácter mercenario o corsario. En 1443 acudió a socorrer al déspota de Arta.
En 1450, el rey Alfonso V el Magnánimo (1396–1458) de Aragón, que se caracterizó por realizar una agresiva política naval mediante la concesión de abundantes patentes de corso, encomendó a Vilamarí el mando de una expedición al Mediterráneo oriental, aprovechando la caótica situación reinante en la zona ante el imparable avance otomano hacia Constantinopla, para hostigar a los navíos de las potencias marítimas enemigas. Debía además socorrer a los Caballeros Hospitalarios de San Juan de Jerusalén asediados por los turcos en la isla de Rodas.

### Castellroig (Kastelorizo)

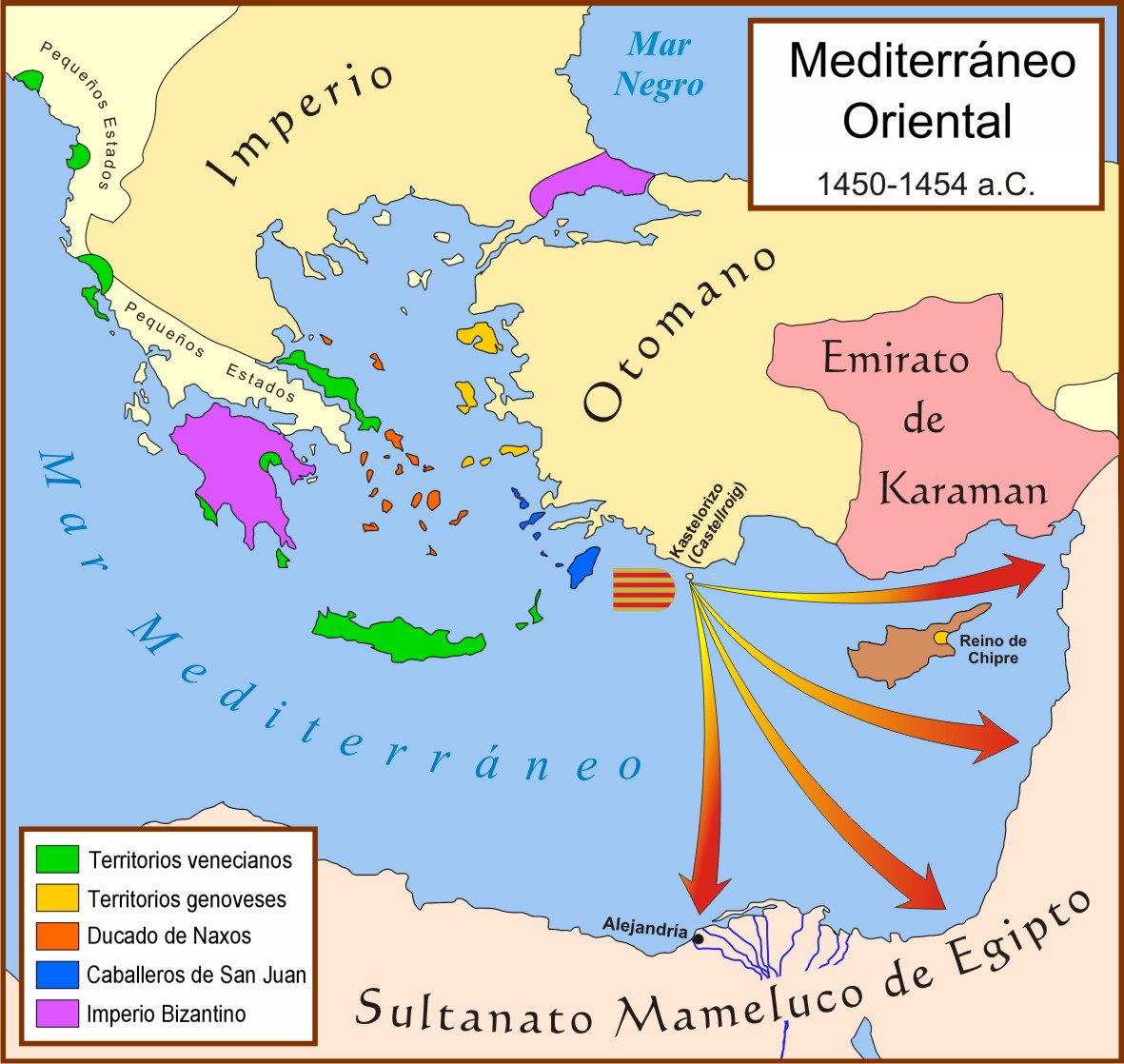
Razias de Vilamarí desde Castellroig (Kastelorizo).

Vilamarí navegó por las costas de Asia Menor, Chipre y Rodas, y atacó naves venecianas, genovesas, egipcias y otomanas. En 1450 se apoderó de Kastelorizo (Castellroig en catalán, "castillo rojo"), un islote situado a menos de un kilómetro y medio de la costa de Licia, y que sería la posición más oriental de Aragón en el Mediterráneo. Pertenecía a los Caballeros Hospitalarios (aunque lo tenían abandonado), quienes por medio de su Gran Maestre Jean de Lastic protestaron, llegando sus quejas incluso al Papa Nicolás V y al Emperador Federico III. Sin embargo, el Pontífice había autorizado a Afonso V a ocupar la isla.
Vilamarí hizo reconstruir la fortaleza de Castellroig, que había sido destruida en 1444 por tropas del Sultán de Egipto durante su guerra contra los Caballeros de Rodas. Instaló en la isla una base de operaciones desde la que ejerció un constante corso y piratería durante los cuatro años siguientes, contra barcos de variada procedencia, así como contra puertos y costas de Anatolia, Palestina, Siria y el delta del Nilo.
Militarmente hablando, los ataques a las costas mamelucas se debían a que el Sultán prestaba ayuda a Mehmed II, el mayor enemigo de la Cristiandad por entonces. En uno de estos enfrentamientos, en Damieta (1451), la hueste de Vilamarí obtuvo una importante victoria, a consecuencia de la cual el Sultán tuvo que firmar un tratado por el que se permitía la libre navegación aragonesa por Egipto.
En 1454, el Almirante fue requerido por Alfonso V y le sustituyó en Castellroig su sobrino Joan de Vilamarí.

## Occidente
Su siguiente destino fue el Mediterreáneo occidental (1454-1459), donde combatió con éxito a Génova, atacando tanto objetivos militares (como en Córcega) como sus intereses comerciales. En 1454 destruyó prácticamente por completo un convoy de barcos mercantes genoveses en el Tirreno, cerca de Ponza. En 1457 se puso al frente de una flota de 60 veleros y atacó con ella la costa enemiga, conquistando Noli y disponiéndose después a hacer lo propio con la capital de la república. Sin embargo, la muerte del Magnánimo (27 de junio del 58) hizo suspender las operaciones navales encaminadas a ello.
En la guerra civil catalana (1462-1472) entre Juan II (el sucesor de Alfonso V) y la Diputación del General, Vilamarí no quiso tomar partido y marchó a Italia en 1462, donde murió al año siguiente. Su hijo, Bernat II († 1512), también hizo carrera como marino, y destacó en el almirantazgo de la armada napolitana.